# Rufina Cambaceres
Rufina Cambaceres (París, 31 de mayo de 1883-Buenos Aires, 31 de mayo de 1902) fue la hija del escritor argentino Eugenio Cambaceres y la bailarina italiana Luisa Bacichi.

## Biografía
A diferencia de la creencia popular de que Rufina nació en la ciudad de Buenos Aires, lo cierto es que nació en París el 31 de mayo de 1883. Fue hija del escritor argentino Eugenio Cambaceres y la bailarina italiana Luisa Bacichi, quienes contrajeron matrimonio en París en 1887.
La familia Cambaceres provenía de la aristocracia argentina del siglo XIX, sin embargo, algunas conductas inapropiadas de Eugenio Cambaceres habían deteriorado su imagen en la sociedad porteña de aquel entonces. 
Rufina había recibido una buena educación, destacándose en sus estudios, además de hablar cinco idiomas.
Su padre murió el 14 de junio de 1889 tras haber padecido de tuberculosis durante muchos años. Posteriormente, su madre, Luisa Bacichi, conoció a Hipólito Yrigoyen, un abogado que más adelante se convertiría en presidente de la nación argentina y el primer mandatario de la Unión Cívica Radical, de quien se enamoró, permaneció con él hasta su fallecimiento en 1926 y con quien tuvo a su segundo hijo, Luis Hernán, nacido el 7 de marzo de 1897. 
A pesar del mito que circula en la sociedad acerca de un romance entre Rufina e Yrigoyen, la realidad fue distinta, ya que Rufina había encontrado en él una referencia paterna que había perdido tras el fallecimiento de su padre.

## Fallecimiento
Rufina falleció el mismo día que cumplía 19 años, en 1902, de manera súbita. 
En relación con su muerte, algunos estudiosos afirman que no hay pruebas concretas que demuestren que su deceso haya sido producto de una catalepsia y que pudo haber sido enterrada viva.

## Rufina en la cultura popular
- En 2006 se filmó un documental que toma como base la historia de Rufina Cambaceres: No hay más sombras: Rufina Cambaceres. La película hace un recorrido por el significado de los mitos urbanos, las leyendas, los ritos funerarios y el imaginario popular. La cinta está protagonizada por Eugenia Rosales en el rol de Rufina y fue dirigida y escrita por Pablo Tesoriere, con poemas de Gonzalo Silva.[4]
- El compositor aficionado chileno Luis Lastra Cid compuso un tema dedicado a Rufina Cambaceres llamado "Rufina", en su disco Book of Shadows.
- En 2012, el programa uruguayo Voces anónimas emitió un episodio que cuenta su trágica muerte.